# Mylabris manophorus
Mylabris manophorus is een keversoort uit de familie van oliekevers (Meloidae). De wetenschappelijke naam van de soort is voor het eerst geldig gepubliceerd in 1795 door Lichtenstein.